# Таволожка (приток Большого Узеня)
Таволожка — река в России, протекает по Саратовской области. Устье реки находится в 442 км по правому берегу реки Большой Узень. Длина реки составляет 14 км.

## Данные водного реестра
По данным государственного водного реестра России относится к Уральскому бассейновому округу, водохозяйственный участок реки — Большой Узень. Речной бассейн реки — Бассейны рек Малый и Большой Узень (российская часть бассейнов).
Код объекта в государственном водном реестре — 12020000212112200000565.